# Ormalingen
Ormalingen är en ort och kommun i distriktet Sissach i kantonen Basel-Landschaft, Schweiz. Kommunen har 2 363 invånare (2023).